# Chenay (Marna)
Chenay è un comune francese di 291 abitanti situato nel dipartimento della Marna nella regione del Grand Est.

## Società

### Evoluzione demografica
Abitanti censiti